# Johann Wabel
Johann Wabel (* 18. März 1904 in Fürth; † unbekannt) war ein deutscher Politiker (NSDAP) und von 1942/43 bis 1945 Landrat in Vilshofen.

## Leben und Wirken
Wabel besuchte zunächst die Volksschule und danach bis 1920 die Realschule in Weiden in der Oberpfalz. 1920 wurde er Steuersupernumerar beim Finanzamt in Münchberg. In dieser Zeit trat er 1923 der NSDAP (Mitgliedsnummer 38.542) bei.
1924 wechselte Wabel als Steuerpraktikant zum Finanzamt in Wunsiedel. Hier wurde er 1927 zum Obersteuersekretär und später zum Steuerinspektor ernannt. 1927 erfolgte sein Wiedereintritt in die neu gegründete NSDAP (Mitgliedsnummer 58.439). Am 10. Januar 1931 übernahm er die Funktion des NSDAP-Ortsgruppenleiters in Wunsiedel, die er bis Ende Oktober 1941 innehatte.
Von März 1933 bis September 1935 war Wabel Fraktionsführer der NSDAP im Stadtrat Wunsiedel und von April 1935 bis Oktober 1941 gleichzeitig Mitglied im Bezirks- und Kreistag.
1934 wurde Wedel zum 1934 Obersteuerinspektor und 1939 zum Steueramtmann und zugleich zum stellvertretenden Vorstand des Finanzamts Wunsiedel befördert. Ende August 1939 wurde er zum Kriegsdienst einberufen und nahm bis April 1940 in einer Nachrichtenkompanie am Zweiten Weltkrieg teil. Er wurde nach Bayern zurückgerufen, wo er im April 1940 kommissarischer Vorstand des Finanzamts Kempten wurde. Später wechselte er in gleicher Funktion an das Finanzamt Krotoschin im Regierungsbezirk Posen. Am 1. November 1941 wurde Wabel zum Vorstand des Finanzamts Pegnitz versetzt. Zu diesem Zeitpunkt gab er die NSDAP-Ortsgruppenleitung in Wunsiedel endgültig auf.
Bei der Reichsfinanzverwaltung wurde Wabel mit Wirkung vom 1. Januar 1942 zum Regierungsrat befördert. Nach einem erneuten halbjährigen Kriegseinsatz, zuletzt mit dem Dienstgrad Gefreiter, wurde Wabel am 7. Juli 1942 zum kommissarischen Landrat des Landkreises Vilshofen berufen. Mit Wirkung vom 1. März 1943 übernahm er offiziell dieses Amt, das er bis zu seiner Entlassung am Ende des Zweiten Weltkrieges ausübte. Er war einige Zeit in Hammelburg interniert und wurde im Spruchkammerverfahren des Lagers Hammelburg in die Gruppe 2. Belastete (Aktivisten, Militaristen und Nutznießer) eingestuft. Diese Einstufung wurde 1948 durch die Spruchkammer Hof und 1950 durch die Berufungskammer Nürnberg bestätigt. Außerdem wurde er 1948 wegen Landfriedensbruch vom Landgericht Hof zu einem Jahr Gefängnis verurteilt.
Wabels Antrag auf Versorgungsbezüge wurde 1960 abgelehnt, wogegen er Widerspruchsklage vor dem Verwaltungsgerichtshof Bayern einlegte, 1962 schließlich zurücknahm. Ein weiteres Gerichtsverfahren gegen ihn wegen der Denunziation des Pfarrers Ludwig Mitterer von Otterskirchen, der 1943 hingerichtet wurde, wurde 1966 vom Landgericht Passau eingestellt.

## Auszeichnungen
- Goldenes Ehrenzeichen der NSDAP
- Traditions-Gauehrenzeichen des Gaus Bayreuth von 1923
- Verdienstauszeichnung der NSDAP in Silber und Bronze